# Роберт Аспрін
Роберт Лінн Аспрін (англ. Robert Lynn Asprin; 28 червня 1946 — 22 травня 2008) — американський автор творів наукової фантастики та фентезі.Його найвідомішими роботами є жартівливі серії «Міфопригоди» та «Корпорація Фуле».

## Біографія
Роберт Аспрін народився в місті Сент-Джонс, штат Мічиган, і з 1964 по 1965 рр. відвідував Мічиганський університет в Ен-Арбор, штат Мічиган. З 1965 по 1966 рік служив в армії США. Двічі одружений, має двох дітей. Був активним учасником науково-фантастичного фандому в перші роки Товариства творчого анахронізму під ім'ям «Янг Нузейтін». Співавтор «Великої Темної Орди» в 1971 році. Аспрін також був засновником і впливовим членом «Дорсал Ірегуларс». У 1976 році Аспрін був номінований на премію Г'юго у номінації «найкраща драматична постановка» за мультфільм-слайд-шоу «Захоплення», намальований Філом Фоліо.

## Ранні роботи
Перший роман Аспріна — «Холодні фінансові війни» — розширена версія попередньої однойменної новели, що була опублікована в 1977 році.
Протягом наступних кількох років він створив та редагував (разом зі своєю тодішньою дружиною Лінн Еббі) серію загальносвітових антологій «Світ злодіїв», який став першим проєктом такого типу. Незабаром після того, як серія набрала хід, багато авторів випустили романи та оповідання за межами антологій, починаючи з «За межами святилища» Джанет Морріс, першого «авторизованого» роману Світу злодіїв, опублікованого у 1985 році. У середині 1980-х років вийшла у світ серія графічних романів, а кілька інших авторів, серед яких Ендрю Дж. Оффут та Девід Дрейк, опублікували романи про своїх персонажів. У 2002 році Лінн Аббі відновила серію романом «Святилище».
У 1978 році Аспрін започаткував серію романів «МіфоПригоди», описавши комічні пригоди Сківа й Ааза в книзі «Ще один чудовий міф». Деякі з ранніх романів «Міфу» пізніше були адаптовані як комікси Фогліо та інших. Книги «МіфоПригод» протягом багатьох років пройшли через три видавничі компанії: «The Donning Company», «Meisha Merlin Publishing» та станом на 2008 рік — «Wildside Press».
У 90-ті роки 20 століття творчість Аспріна більшою частиною була присвячена пригодам крихітної компанії «Космічний легіон» та її заможного лідера Вілларда Фуле у серії жартівливих науково-фантастичних романах «Корпорація Фуле».

## Криза письменництва
Через низку особистих та фінансових проблем Аспрін припинив писати в 90-х роках 20 століття. На той час дві його книги увійшли до списку «Бестселерів The New York Times» і викликали інтерес шанувальників та Служби внутрішніх доходів. До всього, це сталося прямо під час майже семирічного письменницького застою. Врешті-решт він уклав мирову угоду з СВД, яка спонукала його повернутися до писемності. Наприкінці 1990-х та на початку 2000-х він написав кілька романів у співпраці з авторами Пітером Хеком, Джоді Лінн Най і Ліндою Еванс. Ці романи включали продовження серій «МіфоПригоди» та «Корпорація Фуле», а також твори в нових серіях.

## Пізні роботи
Одним з останніх проєктів Аспріна був «Квартал НО», що спочатку створювався у співавторстві з Еріком Дель Карло, а згодом редагувався Терезою Паттерсон. «Квартал НО» був опублікований у листопаді 2009 року у DarkStar Books.
Співавтор Аспріна, Джоді Лін Най, завершила ще один роман «Угода Дракона», і продовжила серію «МіфоПригод».

## Смерть та наслідки
Роберт Аспрін помер 22 травня 2008 року від серцевого нападу у своєму будинку в Новому Орлеані. Його знайшли лежачим на дивані з відкритим романом Террі Пратчетта у руках.

## Вибрана бібліографія

### Серія МіфоПригоди
- Ще один прекрасний міф (1978)
- МіфоТлумачення (1980)
- МіфоНапрями (1982)
- Вдача або міф (1983)
- МіфоПерсоналії (1984)
- Маленький міфотаврувальник (1985)
- Корпорація МІФ (1986)
- Міф-Нумерування та Перекручування (1987)
- Корпорація МІФ у дії (1990)
- Солодка міф-террія життя (1993)
- Міфія неможлива (2001) хронологічно встановлений між МіфовимиНапрямими та Вдачою та Міфом
- Ще трохи про Корпорацію МІФ (2002)
- Міфосказання (2003) з Джоді Лін Най. Книга — це збірка новел, що включає як нові, так і раніше написані твори.
- МіфоАльянси (2003) з Джоді Лін Най
- Міфоідентичність (2004) з Джоді Лін Най
- Клас Міфоспростування (2005) з Джоді Лін Най
- Міфоздобутки (2006) з Джоді Лін Най
- Міфошеф (2008) з Джоді Лін Най
- Міфовдачі (2008) з Джоді Лін Най
- Міфоінтерпретації єдиний автор: Джоді Лін Най.
- Міфоцитати Роберта Асприна (2012): єдиний автор: Джоді Лін Най. Хоча написана і без самого Роберта Асприна, книга логічно є частиною серії «Міф».
- Міфопідхід Роберта Асприна (2016): Джоді Лін Най.

### Серія Корпорація Фуле (відома як— Блазнівська корпорація)
- Корпорація Фуле (1990)
- Рай Фуле (1992)
- Гроші Фуле (1999) з Пітером Дж. Хеком
- Подвійний Фуле (2000) з Пітером Дж. Хеком
- Немає Фуле краще старого Фуле (2004) з Пітером Дж. Хеком
- Завдання Фуле (2006) з Пітером Дж. Хеком

### Серія Скаути часу
- Скаути часу (1995) з Ліндою Еванс
- Ставки гріха (1996) з Ліндою Еванс
- Приголомшливий час (2000) з Ліндою Еванс
- Будинок, який збудував Джек (2001) з Ліндою Еванс

### Серія Холодні фінанси
- «Холодні фінансові війни» (1977)
- «Воїн холодних фінансових війн» (1989) з Біллом Фосеттом

### Редактор

#### Серія Світ злодіїв
- Світ злодіїв (1979)
- Казки про Вульгарний Єдиноріг (1980)
- Тіні святилища (1981)
- Сезон штормів (1982)
- Обличчя хаосу (1983)
- Крила Омена (1984)
- Мертві зими (1985)
- Душа міста (1986)
- Кровні зв'язки (1986)
- Післядії (1987)
- Непрості альянси (1988)
- Небо злодіїв (1989)

## Нагороди
- «Премія Локус» (1982) (антологія) («Тіні Санктурія»)
- «Премія Балрог» (1982) (колекція\антологія) («Тіні Санктурія»)
- «Премія Балрог» (1983) (колекція\антологія) («Сезон Шторму»)
- «Премія Inkpot» (1988)